# グランマ号上陸記念国立公園
グランマ号上陸記念国立公園は、キューバのグランマ州にある国立公園である。1999年にユネスコの世界遺産に登録された。キューバの自然遺産の中では、最初に登録されたものである。

## 歴史
1986年に国立公園に設定された。名前は、1956年にフィデル・カストロたちがグランマ号でキューバ上陸を果たしたラス・コロラダス地域が、登録範囲に含まれていることによる。

## 特色
国立公園はマエストラ山脈（Sierra Maestra）の西側の斜面にあたっており、石灰岩の段丘が海中まで伸びている。高低差は540 m（海抜標高360 mから水深 180 m）で、石灰岩の海岸段丘としては世界最大規模である。世界遺産登録理由として認められたのは、この地形が織りなす自然美と、カルスト地形の海岸段丘が持つ地学的重要性による。IUCNの世界遺産勧告書に記された物件名は「クルス岬の海岸段丘地形」（System of Marine Terraces of Cabo Cruz）であった（クルス岬は国立公園内にある）。
地形の重要性が評価の中心とはいえ、クルス岬にはサンゴ礁があり、他の地域には海草の藻場、マングローブや半落葉性の樹林が見られ、固有種を多く含む動物相や植物相にも見るべきものは多い。哺乳類（13種）と鳥類（110種）に含まれる固有種はともに約23%にとどまるが、爬虫類は44種のうち40種（90.9%）、両生類は7種のうち6種（85.7%）が固有種である。また、500種の植物のうち60%は固有種である。

## 面積
国立公園の面積は418.63 km2 で、そのうち世界遺産に登録されているのは325.76 km2（陸上261.80 km2、海域63.96 km2）である。残る92.87km2 は、緩衝地域に設定されている。

## 登録基準
この世界遺産は世界遺産登録基準のうち、以下の条件を満たし、登録された（以下の基準は世界遺産センター公表の登録基準からの翻訳、引用である）。
- (7) ひときわすぐれた自然美及び美的な重要性をもつ最高の自然現象または地域を含むもの。
- (8) 地球の歴史上の主要な段階を示す顕著な見本であるもの。これには生物の記録、地形の発達における重要な地学的進行過程、重要な地形的特性、自然地理的特性などが含まれる。

世界遺産レベルの重要性は認められなかったものの、この地の生物相に見られる豊かな固有種の存在が重要なものであることは、IUCNも認めている。
登録範囲内にはタイナ文化（Taina culture）の遺跡や19世紀の灯台がある。また、グランマ号の上陸はキューバ革命につながる歴史的な出来事であり、上陸地点にはグランマ号の複製も展示されている。ただし、世界遺産登録に際しては、こうした文化的側面は直接的な評価の対象にはなっていない。